# Demografia de Paris

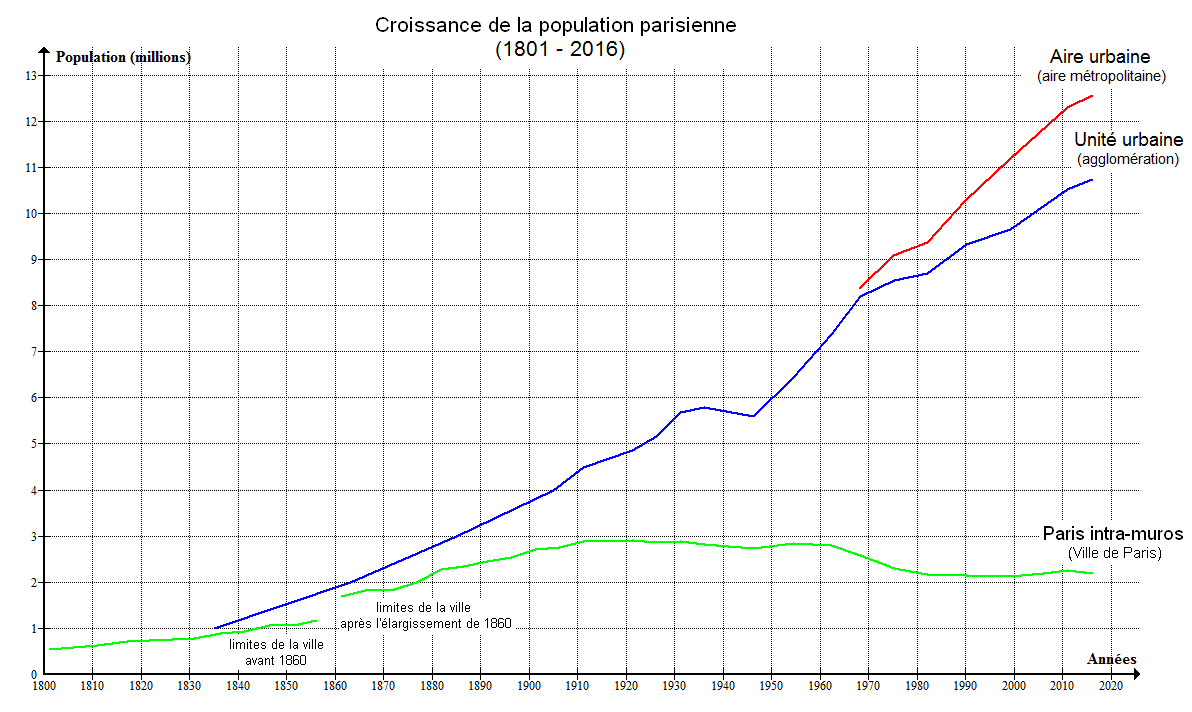
Crescimento da população parisiense após o primeiro recenseamento em 1801

Segundo o INSEE, a população da cidade de Paris é de 2 193 031 habitantes em 1 de janeiro de 2007 por uma superfície de 10 540 hectares, ou seja, uma densidade de 20 807 habitantes por km2, uma das maiores da Europa. Em 2007, a aglomeração definida pelo INSEE compreende 396 comunas e totaliza 42 124 221 habitantes. Ainda em 2007, a sua área urbana, incluindo comunas sob forte influência de Paris, atinge 11 836 970 habitantes o que a põe entre as maiores metrópoles do mundo.
A demografia de Paris não pode ser vista por si só; ela é totalmente ligada àquela da sua aglomeração. Esse fenômeno deriva da pequena cunha administrativa de Paris, a qual implica que o uso do espaço não se faz mais tanto à escala do conselho quanto à regional.
Após os anos 1950-1960, a população de Paris sofreu um declínio considerável, apesar do aumento do número de moradias; mas desde 1999, cessou esse declínio. O último recenseamento mostra um acréscimo de + 2.5 % entre 1999 e 2006, elevando a população intra-muros desde então a 2 181 371 pessoas. A primeira explicação reside na evolução sociocultural comum às sociedades ocidentais, implicando num recuo do número de matrimônios e de nascimentos. Todavia, no caso de Paris, a evolução demográfica se explica melhor com as migrações que com o crescimento vegetativo. Assim, em 1999, a capital registra 70 200 imigrantes contra 30 500 nascimentos, e 85 000 emigrados contra 18 700 mortos. Abundam outras explicações. Primeiramente, a capital teve uma baixa do número de residentes verdadeiros: em 1999, 10,3 % das moradias estavam vagas, e 5,7 % são residências secundárias ou ocasionais, contra respectivamente 1,6 % e 1,9 % em 1962.
A proporção média de famílias parisienses também caiu muito: a redução do número de casais e do número de crianças por casal tem há muito sido as principais explicações. Porém, havendo a taxa de fecundidade se mantido constante, a diminuição da proporção de famílias parisienses se explica hoje em dia essencialmente pela atração à cidade de jovens adultos que, sem ter filhos, podem se aproveitar dos lazeres e dos empregos da capital e fazer frente aos altos custos habitacionais ao se contentar com moradias menores. Em perspectiva oposta, os casais com novos filhos tendem a migrar aos subúrbios onde há residências de maior espaço e de melhor preço. Essa dinâmica Paris-subúrbio explica as especializações respectivas da capital (da qual 58% das moradias não tem mais que um ou dois cômodos[carece de fontes?] e do resto da região.

## Desigualdade social

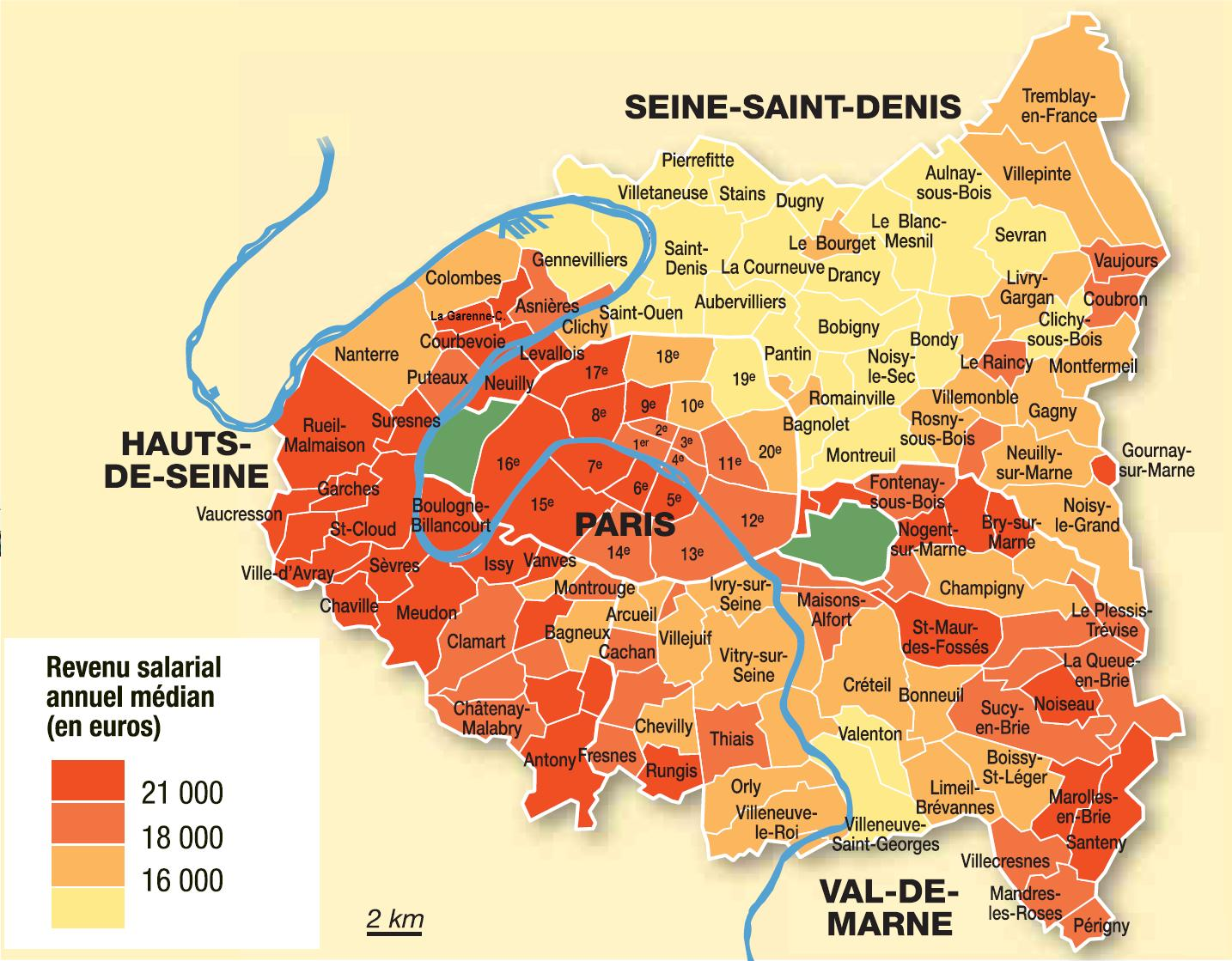
As famílias abastadas vivem essencialmente a oeste da cidade, enquanto que, no nordeste, há a concentração das populações mais pobres e de origem imigrante

A alta contínua dos preços imobiliários explica a substituição progressiva das populações modestas ou intermediárias por uma nova classe mais abastada. Constata-se tal processo de gentrificação em numerosas outras metrópoles como Londres ou Nova Iorque. Em Paris, essa evolução vulgarizou o termo bobos (a partir de burguês-boêmio, termo ambíguo porém muito usado ao qual os sociólogos raramente fazem referência) antes de provocar uma mutação social de bairros ainda recentemente considerados como populares, tais como o 10º arrondissement ou certas comunas suburbanas próximas (e.g., Montreuil em Seine-Saint-Denis). Paris é a 12ª cidade francesa de mais de 20 000 habitantes em proporção de pessoas submetidas ao imposto solidário sobre a fortuna (ISF, um imposto sobre fortunas superiores a €790 000), isto é, há 34,5 famílias contribuintes fiscais para cada 1 000 habitantes. 73 362 contribuintes declaravam um patrimônio médio de 1 961 667 euros em 2006. O 16º arrondissement encabeça a lista em número de contribuintes, somando 17 356 contribuintes. Com 27 400 euros de receita média por contribuinte em 2001, as famílias parisienses são as mais abastadas da França. Os quatro outros departamentos do topo da lista são todos da mesma região de Paris, a Île-de-France: Hauts-de-Seine, Yvelines, Essonne e Val-de-Marne, o que reflete a concentração de profissões mais qualificadas e de alto salário nessa região.
Mas se Paris tem uma imagem de "cidades dos ricos", com uma proporção de classes sociais elevadas do que alhures, a sociologia do intra-muros permanece uma realidade de contrastes. Deve-se primeiro ressaltar que, segundo o índice de paridade de poder de compra (PPC), as receitas reais dos parisienses são muito inferiores às suas receitas nominais: de facto, o custo de vida no intra-muros (a começar pelo de moradia) é particularmente elevado, e os mesmos produtos custam geralmente mais caro em Paris que no interior. Além disso, as estatísticas de receitas médias frequentemente iludem o observador (como o ressaltou Joseph Stiglitz) pois qualquer receita muito alta (em jargão estatístico, outlier) pode aumentar exponencialmente a receita média da maioria da população. No caso parisiense, o limiar dos 10% de receitas mais altas (o 9º decil) explica em grande parte o alto nível de "receitas médias" da capital: a receita média desse limiar é de 50 961 euros anuais. É por essa mesma razão que a receita mensal mediana dos parisienses é muito inferior à receita média. As diferenças sociais são tradicionalmente marcadas entre os habitantes do oeste de Paris (essencialmente abastados) e os do leste. Assim, a receita média declarada no 7º arrondissement, a mais elevada, era de 31 521 euros por contribuinte em 2001, isto é, mais do dobro da do 19º arrondissement que não passa de 13 759 euros, valor próximo da mediana das receitas de Seine-Saint-Denis de 13 155 euros. Os 6º, 7º, 8º e 16º arrondissements são classificados ao nível das dez comunas de Île-de-France em receita média mais elevada, enquanto que os 10º, 18º, 19º e 20º arrondissements estão ao nível das comunas mais pobres de Île-de-France. Nota-se enfim fortíssimas disparidades de receita no seio mesmo de todos arrondissements: a razão inter-decil (os 10% das receitas mais elevadas sobre os 10% das receitas mais baixas) menos significante é de 6,7 no 12º arrondissement, contra 13,0 no 2º arrondissement (que apresenta a mais forte dispersão de receitas). Numa perspectiva ampliada, Paris se classifica entre os departamentos da França metropolitana onde as famílias mais pobres têm as menores receitas (81º lugar), e apresenta uma razão interdecil de 10,5 o que a torna o departamento francês com as maiores disparidades sociais.
Nela, se constata, igualmente, a guetoização étnica e social de certos bairros, como o de Barbès-Rochechouart. De facto, a sociologia de certos arrondissements do leste de Paris (como o 19º) se parecem com o de quaisquer bairros sensíveis do subúrbio, não constituindo nada mais que uma extensão extramuros da cartografia social da cidade: o 16º arrondissement se prolonga pelas comunas suburbanas abastadas, enquanto que o nordeste da cidade tem, como apêndice, as comunas de Seine-Saint-Denis, reputadamente pobres. Os 18º, 19º e 20º arrondissements concentram 40 por cento dos pobres em Paris. Certos bairros, como o de Goutte d'Or, contêm todos os males sociais: alta repetência escolar, alto desemprego ou mesmo deficiências de saúde. Assim, 32,6 por cento das famílias parisienses de origem estrangeira de fora da União Europeia vivem abaixo da linha de pobreza; não é esse o caso de mais do que apenas 9,7 % dos franceses de longas raízes.

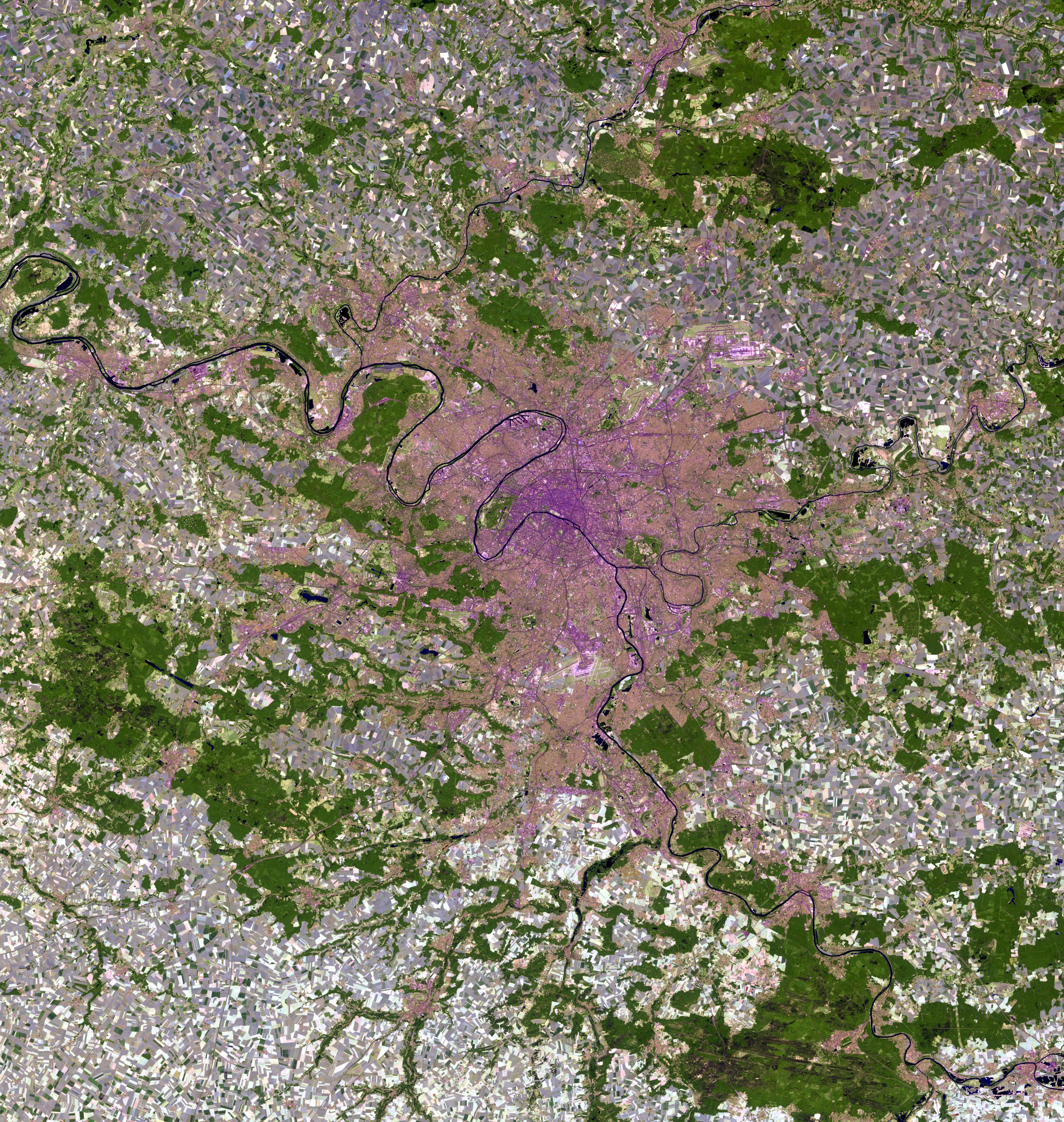
Imagem de satélite da aglomeração parisiense vista por satélite. Distingue-se claramente a expansão da urbanização ao longo dos vales e das grandes vias de comunicação

Certos bairros se caracterizam por agrupamentos comunitários: o bairro do Marais tem a particularidade de atrair uma importante comunidade homossexual próxima à comunidade judaica asquenaze cuja implantação no entorno da Rue des Rosiers remonta ao sséculo XIII. O 13º arrondissement concentra a maior comunidade asiática da Europa no bairro das Olimpíadas.
Pode-se ademais notar que a sociologia dum bairro pode variar segundo as horas. Na praça da Bastilha, por exemplo, com seus numerosos bares e pontos de vida noturna, é animada à noite por muitos jovens em busca de diversão, enquanto que, durante o dia, é relativamente tranquila.
Entre 1870 e 1940, a capital da França ganhou, pouco a pouco, um novo rosto: Paris deu lugar à "Grande Paris". A organização administrativa de Paris conheceu, sob Napoleão III, uma adaptação à evolução demográfica. Mas a cidade permaneceu restrita somente ao espaço delimitado pelo Muro de Thiers, a saber, os limites de 1860, sem que a administração evoluísse adiante. Efetivamente, Paris, sobrepovoada, foi incapaz de abrigar a significativa imigração provicial. As comunas periféricas absorveram, então, o excesso da expansão demográfica ligada ao êxodo rural e ao crescimento económico da cidade. A noção contemporânea de "subúrbio" fez a sua aparição. Doravante, falou-se menos de Paris que da região parisiense. Devido a serem os subúrbios até então largamente negligenciados, novos problemas, como o de transportes, neles apareceram. Em 1961, à demanda do General de Gaulle, Paul Delouvrier planifica enfim a evolução urbana e elabora a construção de cinco novas cidades-satélite e da rede de RER (Rede Expressa Regional). Mas essa mudança importante não é acompanhada pela criação duma autoridade unitária — pelo contrário, os três departamentos que englobavam a Grande Paris foram divididos em 1968 em oito (Seine-et-Marne intocado; Seine em Paris, Hauts-de-Seine, Seine-Saint-Denis e Val-de-Marne; e Seine-et-Oise em Essonne, Val-d'Oise e Yvelines). Essa divisão pode ter aproximado a administração dos cidadãos, mas dispersa recursos fiscais e competência política. Enquanto que a população da comuna de Paris esteve estagnada por um longo tempo antes de retomar o crescimento nos últimos anos, a população suburbana cresce sem parar desde o fim do século XIX e totalizando na virada do XXI mais de 80 % da população da Grande Paris.

### Bairros belos e "bairros sensíveis"
A geografia social da aglomeração parisiense é decalcada sobre as grandes tendências da cidade dentro dos seus limites intra-muros desenhados durante o século XIX: as classes abastadas se acham no oeste e no sudoeste, nos arrondissements onde mais se ouve falar de crimes do que nos bairros ditos "sensíveis", das classes populares, no norte e no leste. Os outros setores são habitados pelas classes médias, havendo porém exceções ligadas ao sítio e à história de cada comuna: pode-se citar Saint-Maur ao leste e Enghien-les-Bains ao norte, que acolhe uma população ditosa.
Os conjuntos habitacionais foram edificados nos anos 1960 e nos anos 1970 a fim de abrigar rapidamente e por um baixo custo uma população em rápida expansão. Uma certa mistura social lá existia originalmente, mas a concessão de propriedade (aberta às classes médias a partir dos anos 1970), a sua tosca qualidade de construção e a sua má inserção no tecido urbano contribuíram para que deles desertassem todos quantos podiam e para ali fosse atraída uma população sem muita escolha: a proporção de imigrantes pobres lá é enorme.
Encontram-se os "bairros sensíveis" nos arrondissements do norte, onde raramente se ouve falar de crimes e confusões, dando-se o mesmo no leste, notavelmente nas vizinhanças de Goutte d'Or e de Belleville. No subúrbio norte de Paris, os bairros são essencialmente concentrados numa grande partição do departamento de Seine-Saint-Denis e em menor medida ao leste do Val-d'Oise. Outros, mais esparsos, se acham por exemplo no vale do Sena, acima de Évry e de Corbeil-Essonnes (dentro do departamento de Essonne), e abaixo de Mureaux e de Mantes-la-Jolie (dentro do departamento de Yvelines), ou ainda nas cidades-satélite.
Em 27 de outubro de 2005, dois jovens, perseguidos pela polícia, falecem acidentalmente em Clichy-sous-Bois (Seine-Saint-Denis). Esse evento engatilha as revoltas espetaculares que se propagam rapidamente pelos vários subúrbios pobres através do país. A violência urbana pouco concerne os bairros centrais. As confusões, relatadas pela imprensa de numerosos países, dizem respeito, por um lado, ao estado de revolta latente dentro de certos bairros de população minoritária, tipicamente pobre e mal integrada, e por outro lado, ao sucesso discutível da "política de reintegração regional" em seu esforço para impedir esse conflito.

### Ausência de ligações comunitárias

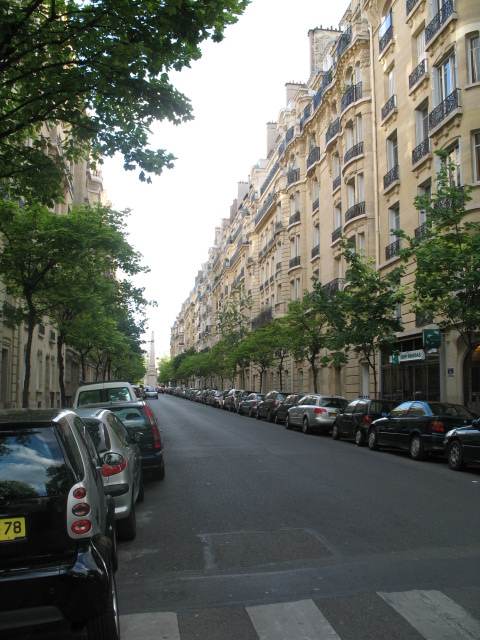
Imóveis residenciais de Neuilly-sur-Seine

A ausência duma organização administrativa gerindo a "Grande Paris", à parte de considerações históricas e políticas, é atualmente um dos maiores problemas da aglomeração parisiense.
Os limites comunais atuais resultam de tradições históricas, anacrónicas (ou correspondentes a uma topografia que perdeu o significado conforme a aglomeração se fundia). As populações têm, porém, as mesmas necessidades administrativas, as mesmas preocupações económicas e sociais. Todavia, cada comuna é administrativa e fiscalmente independente. A organização das necessidades coletivas (transporte, habitação, etc), que de longe excedem o âmbito comunal ou até o departamental, não tem de fato nenhuma autoridade na escala da aglomeração como um todo. A região Île-de-France compreende a metrópole de Paris, mas não é adequada para a administração dessa zona urbana, visto que 80 por cento da região ainda é de zona rural.
O fisco local é muito concentrado em certas comunas onde há muitas empresas e moradores abastados (caso típico de Neuilly-sur-Seine, na qual o reinvestimento fiscal beneficia uma população das mais ricas da França e numerosas empresas, tudo isso não possuindo mais que 2,8 % das habitações sociais). As comunas de população mais modesta não conseguem ter solvência fiscal sozinhas (Clichy-sous-Bois é assim uma das comunas mais pobres da França; ela tem o duplo problema de uma população desfavorecida e de recursos fiscais muito limitados, vivendo essencialmente dos repasses fiscais do Estado).
Essa dificuldade é o que deu origem à Conferência metropolitana da aglomeração parisiense, que se reuniu pela iniciativa da cidade de Paris pela primeira vez na prefeitura de Vanves em 7 de julho de 2006, depois que o vice-prefeito Pierre Mansat renovou o diálogo entre Paris e as comunas ao longo do Sena. O presidente da República Nicolas Sarkozy também tratou do problema em seu discurso de 26 de junho de 2007, criticando o projeto do Esquema Diretor da Região Île-de-France (SDRIF) e apresentando a sua alternativa de repensar "a organização governamental" e criar uma comunidade urbana — significando de fato a visão duma retomada da administração às mãos do Estado, o que não deixou de provocar numerosas reações dentre os representantes locais da aglomeração. Em 18 de março de 2008, Christian Blanc foi nomeado "secretário de Estado a cargo do desenvolvimento da Região da Capital".

## As famílias parisienses
Paris se parece, como todas as metrópoles, cheia de estudantes, de jovens adultos ativos e de pessoas mais velhas que a média do país; as famílias são por consequência sub-representadas. Em 1999, 22 % das famílias parisienses são constituídas de um casal com pelo menos um filho de menos de 25 anos, o que representa 865 000 pessoas vivendo em família, ou seja, 40,7 % da população, à frente de solteiros (27 %) e de casais (19 %). 47 % das pessoas vivem sozinhas, contra 35 % em média na França, e somente 37 % dos parisienses são casados, contra mais de 50 % dos franceses. As células familiares nela se caracterizam pela sobre-representação de famílias monoparentais (26 % em 1999 contra 17 % na França), em consequência da alta taxa de divórcio de 55 divórcios para cada 100 casamentos e 7,7 % dos parisienses. É também em Paris que se assinam a maior parte dos PaCS na França. A proporção de jovens adultos explica a taxa de natalidade elevada de 14,8 nascimentos para cada 1 000 habitantes contra 13,2 ao nível nacional.
Por outro lado, a taxa de fecundidade de 1,75 filhos por família é inferior à média regional (1,87) e à nacional (1,86). O número de filhos por casal é insignificante: 50 % dos casais não tem mais do que um filho e a fração das famílias mais numerosas é bem inferior à média regional e nacional (17 % das famílias com três ou mais filhos), essencialmente por causa da pequena área das moradias e do alto custo imobiliário.

### Habitação

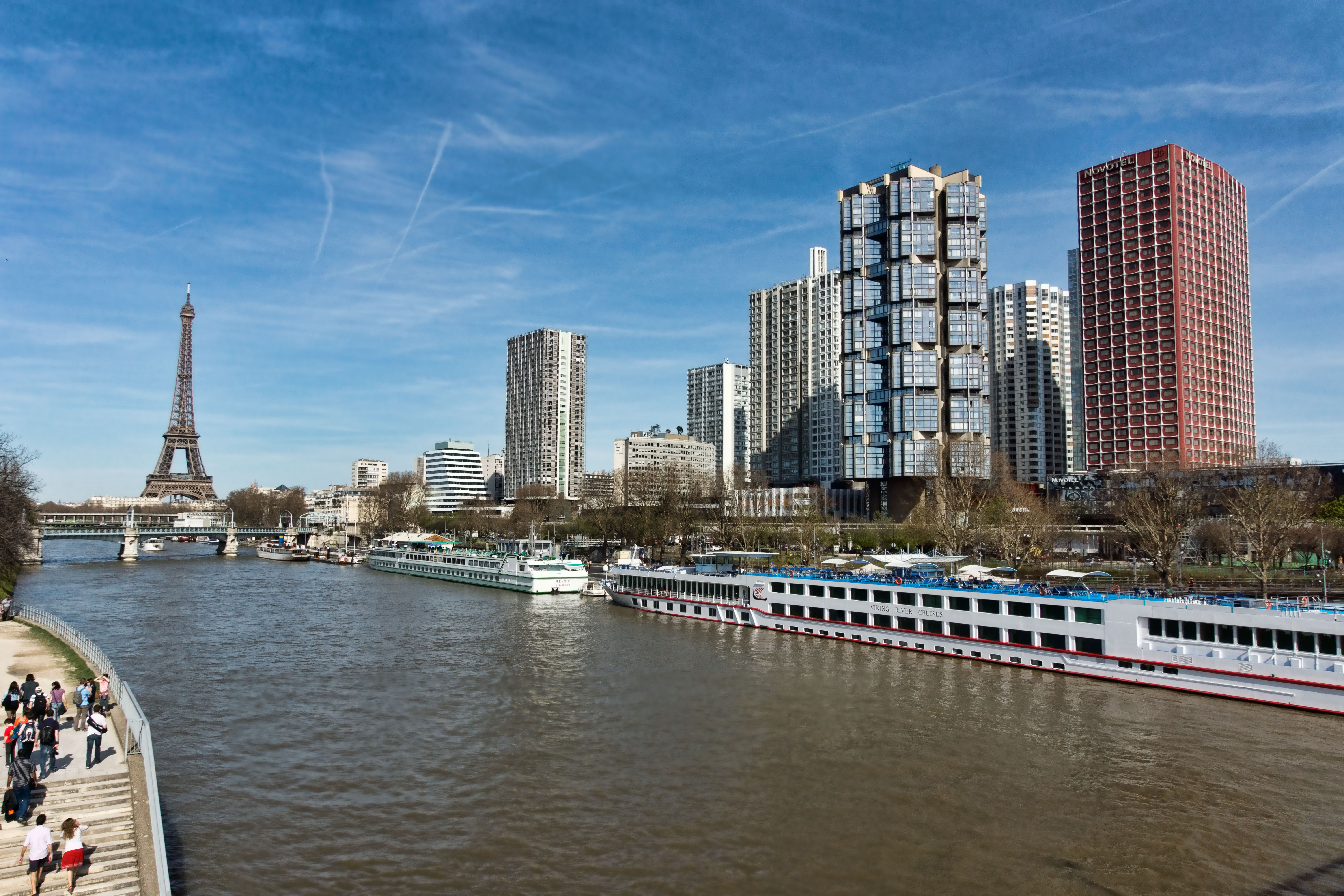
Bairro de Beaugrenelle, no 15º arrondissement

Mais da metade dos apartamentos de Paris (58,1 % em 1999) não tem mais do que um ou dois cômodos.[carece de fontes?] Sobre a idade das construções, ainda em 1999, 55,4 % das moradias haviam sido construídas antes de 1949 contra somente 3,8 % edificados após 1990, sendo que 10,3 % das moradias parisienses se declaram vagas, ou 136 554 das 1 322 540 moradias da cidade.
As habitações sociais representam um pouco acima de 17 % do parque imobiliário urbano, mas essa média esconde as fortes disparidades da sua distribuição espacial: os dez primeiros arrondissements do centro histórico não totalizam mais que 6 % das moradias sociais da cidade, embora tenham 23 % do parque total. O 13º, o 19º e o 20º contavam 96 000 moradias sociais em 1999, ou seja, 47 % do parque social parisiense concentrados em somente três arrondissements. Se forem incluídos a eles o 12º, o 14º, o 15º e o 18º arrondissements, atinge-se uma taxa de 81 % concentrados numa crescente periférica do sul ao nordeste da cidade. A proporção de moradias sociais contabilizadas segundo a lei SRU (lei n° 2000-1208 de 13 de dezembro de 2000 relativa à solidariedade e à renovação urbanas) em 2006 varia de 1,2 % no 7º arrondissement (357 moradias) a 34,1 % no 19º arrondissement (28 147 moradias). Entre 2001 e 2006, 23 851 habitações sociais foram aprovadas na cidade, mas a demanda só em 2006 era de 88 131 parisienses assim como 21 266 não parisienses. A rotação dos locatários é fraca em razão do nível elevado dos preços dos imóveis. A taxa de rotação é de 10 % por ano na França, 7,5 % em Île-de-France, mas de somente 5 % em Paris intra-muros. Numerosas associações trabalham para encontrar soluções para as moradias precárias e para os sem-teto, tais como a Emmaüs, a Association des cités du secours catholique e a Cruz Vermelha francesa.
Paris é a nona cidade mais cara do mundo, no que concerne os preços imobiliários de luxo: 12 600 euros por metro quadrado em 2007 (contra 36 800 em Londres, a mais cara).

## Imigração

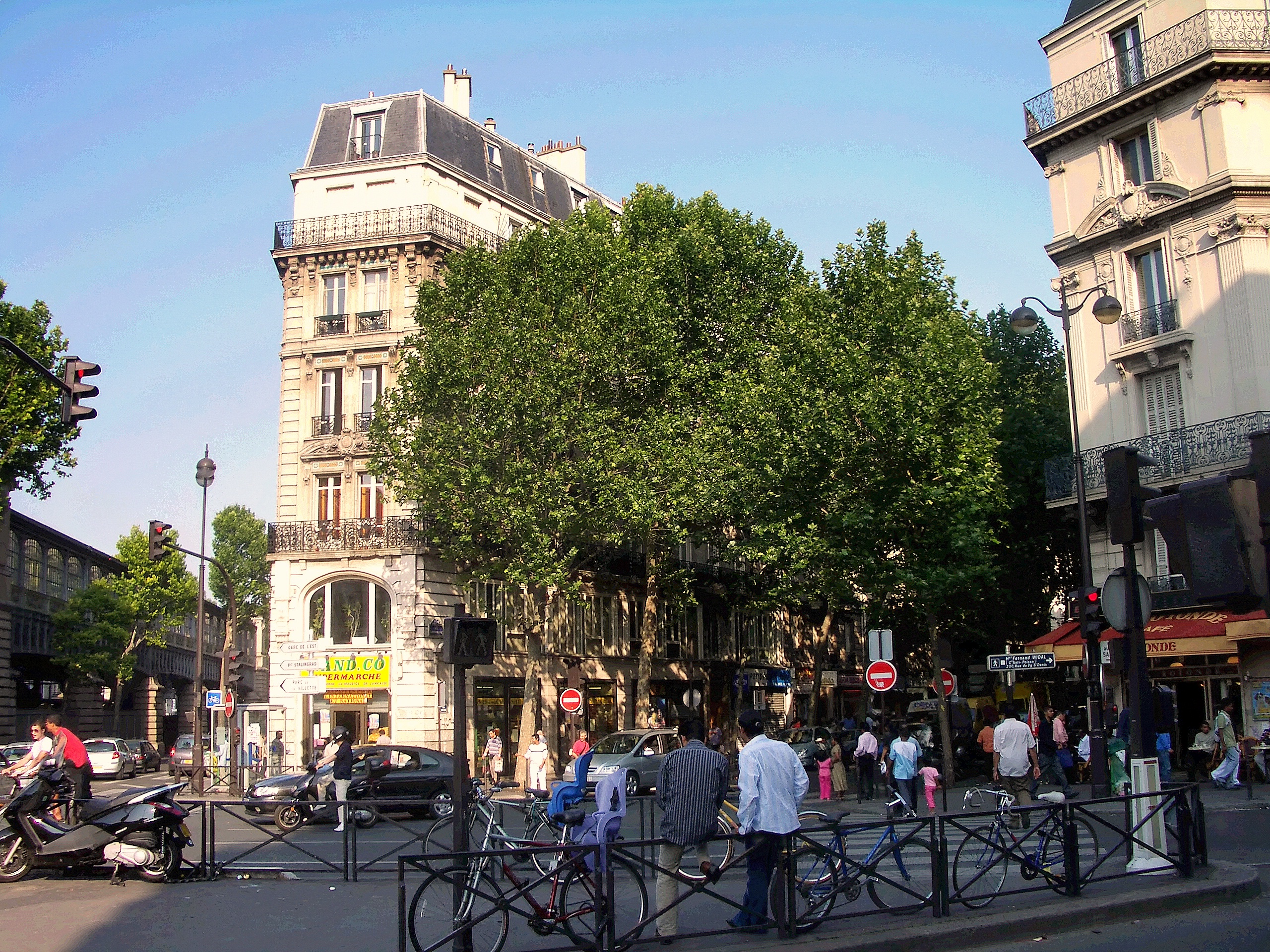
O 18º arrondissement de Paris adquiriu numerosos imigrantes do Magrebe ou mais recentemente da África subsaariana

Os recenseamentos franceses, como impõe a legislação, não questionam sobre afiliação étnica ou religiosa, mas recolhem informações sobre o país natal. É assim possível determinar que a zona metropolitana de Paris é uma das mais multiculturais da Europa: no recenseamento de 1999, 19,4 % da sua população total era de nascidos no exterior da França metropolitana. Segundo esse mesmo recenseamento, 4,2 % da população da zona metropolitana de Paris era de imigrados recentes (os que chegaram à França entre os recenseamentos de 1990 e 1999), dos quais a maioria era de chineses e de africanos. Além disso, a zona metropolitana de Paris se compõe em 15 % de muçulmanos.
A primeira onda maciça de imigração a Paris começa em 1820 com a chegada de camponeses alemães em fuga da crise agrícola e « permitidos » à entrar na França desde a presença além-do-Reno dos exércitos revolucionários e napoleônicos. Várias outras ondas migratórias se seguiram sem interrupção até os nossos dias: italianos e judeus da Europa central durante o século XIX, russos após a Revolução de 1917, habitantes das colônias durante a Primeira Guerra Mundial, poloneses entre as duas guerras mundiais, espanhóis, italianos, portugueses e norte-africanos dos anos 1950 aos anos 1970, judeus sefarditas após a independência dos países do norte de África, africanos e asiáticos desde então.
A localização dos imigrantes na cidade varia em função da afiliação comunitária: os 18º e 19º arrondissements concentram uma grande parte dos originários da África subsaariana, em particular no bairro de Château Rouge, enquanto que em Belleville reúnem-se importantes comunidades magrebinas e chinesas. No 13º arrondissement se situa o bairro asiático, a maior "chinatown" da Europa. O 16º arrondissement faz parte da zona onde se concentram imigrantes dos Estados Unidos.